# Бенино-индийские отношения
Бенино-индийские отношения — двусторонние дипломатические отношения между Бенином и Индией.

## История
Обе страны являются частью Движения неприсоединения. Бенин поддерживает кандидатуру Индии на постоянное место в реформированном Совете Безопасности. Министерство иностранных дел правительства Индии заявило, что связи Индии с Бенином характеризовались «демократией» и «светскостью».
Государственный министр иностранных дел Индии посетил Бенин, где сказал, что «мы в Индии восхищаемся Республикой Бенин как ярким примером толерантного, прогрессивного многоэтнического и многоконфессионального общества с многопартийной демократией. Индия, будучи крупнейшей демократией в мире, радуется различным достижениям Бенина и желает внести свой вклад в его дальнейший успех».

## Экономические связи
Товарооборот между Индией и Бенином неуклонно растет и к 2009 году достиг почти 310 миллионов долларов. Индия является одним из крупнейших торговых партнеров Бенина и третьим по величине экспортным рынком для Бенина, причем экспорт в основном приходится на сельскохозяйственные продукты, такие как орехи кешью и хлопок. Индия недавно ввела режим беспошлинных тарифных преференций для содействия торговле с Бенином.

## Дипломатическое представительство
Бенин не имеет постоянного посольства в Нью-Дели. Индия также не имеет постоянного представительства в Бенине. Верховный комиссар Индии в Абудже одновременно аккредитован в Бенине.